# 曾公亮
曾公亮（999年—1078年3月10日），字明仲，号乐正，泉州晉江縣（今福建晉江市）人，北宋政治家。
天圣二年（1024年），曾公亮登进士第，仕宋仁宗、宋英宗、宋神宗三朝，历官参知政事、枢密使、同中书门下平章事、司空兼侍中等，封鲁国公。死后追赠太师、中书令，谥宣靖，为昭勋阁二十四功臣之一。他曾主持編纂《英宗實錄》，參與《新唐書》的編纂，与丁度承旨编撰《武经总要》。

## 生平

### 宋仁宗时
曾公亮，宗聖曾子四十四世孙，出身於名宦世家，曾祖曾缵曾担任泉州录事参军，祖父曾穆，曾担任过德化县县令，父曾会是刑部郎中。乾興元年（1022年），以父蔭授大理評事，但曾公亮拒絕赴調。天圣二年（1024年），曾公亮考中为进士甲科第五名，知会稽县。当地百姓在镜湖旁种植田地，时常担心镜湖泛滥。曾公亮设置斗门，将湖水泄入曹娥江，百姓享受到他的好处。之后因父亲在境内购买田地，贬为监湖州酒。不久后，他任国子监直讲，后改任诸王府侍讲。官位任满后，本当按照旧例通过考试选任馆职，单独进献自己所写的文章，授集贤校理、天章阁侍讲、修起居注。曾公亮被提升天章阁待制，赐予金紫衣。在这之前，待制不改换服装。仁宗当面赐给曾公亮金紫衣，说：“朕在讲席上赏赐你，是由于尊重宠爱儒臣。”于是主管制诰兼史馆修撰，为翰林学士、判三班院。三班院的属吏都很鄙陋，不贿赂就不办事，贵族子弟，大多依靠势力请求拜见。曾公亮选取前后章程，依据情况办事，属吏不能插手。
曾公亮以端明殿学士职位担任郑州知州，因治理政事有才能获得名声，盗贼全部逃窜到其他州县，使郑州到了夜不闭户的境地。曾经有过客丢失口袋中的财物，发布文书诘查盗贼，曾公亮上报：“我所辖境不窝藏盗贼，大概是同行的人隐藏起来罢了。”进行搜查，果然如此。又任职翰林学士、知开封府。不久，升为给事中、参知政事。兼任礼部侍郎，升为枢密院使。嘉祐六年（1061年），授职吏部侍郎、同中书门下平章事、集贤殿大学士。
曾公亮熟习写文章的章法，任职以后，熟悉懂得了朝廷台阁的规章，首相韩琦每每向他咨询访问。仁宗末年，韩琦请求设置皇储，与曾公亮等共同商定大计。密州民田盛产银子，有人偷取银子，大理寺把他们按强盗处理。曾公亮说：“银子属于禁物，偷取银子虽然是强盗行为，但与从百姓家中盗取财物有区别。”为此事坚持展开争论，于是皇帝就下达给有关部门议论，比照抢劫盗窃财物的法律，这个强盗得以不被判死刑。起初，东州人大多因此法被处死刑，从这以后再无人因此而死。契丹指使人在宋辽界河捕鱼，又多次开通盐船，官吏不敢禁止，都说和他们计较将会滋生事端。曾公亮说：“在萌芽时不禁止，以后又该怎么办呢？雄州的赵滋有勇有谋，可以胜任。”宋神宗派使者告诉赵滋，边境祸患于是平息。

### 宋英宗时
宋英宗即位后，曾公亮担任中书侍郎兼礼部尚书，不久加任户部尚书。英宗身体不适，辽国使者到来不能接见，让曾公亮在馆中设宴，使者不愿赴宴。曾公亮质问使者说：“皇帝赐宴不到场，是对君主命令的不敬。君主有病，却一定要他亲临宴会，你能安然处之吗？”使者于是赴宴。

### 宋神宗时
宋神宗即位后，加封曾公亮为门下侍郎兼吏部尚书。工部郎中、知制诰王安石除去丧服后，得到诏令要求赴京。王安石屡次称病请求分司办公，神宗对辅臣说：“王安石在先帝朝时，屡次征召都不能被起用，有人认为他不恭敬。现在征召又不到，是真的病了，还是有所要求？”曾公亮说：“王安石拥有文学方面的才能学识，应当被重用；屡次征召都不能被起用，必定是得了疾病，不敢欺骗。”吴奎说：“王安石过去任职纠察刑狱时，争议刑罚名称不恰当，皇帝有旨免去其罪，他也不肯入谢。王安石认为韩琦抑制自己，因此不肯入朝。”曾公亮说：“王安石确是辅相之才，吴奎所说是在蛊惑圣听。”吴奎反对无果，神宗下诏任王安石为江宁知府。熙宁二年（1069年），曾公亮升任昭文馆大学士，累次加封为鲁国公。曾公亮因年老离开职位，熙宁三年九月，曾公亮被授职司空兼侍中、河阳三城节度使、集禧观使。
第二年，曾公亮被起用为永兴军（长安）通判。在这之前，庆州士兵叛乱被诛，但余党四处逃匿，陕州以西都警惕戒备。政府检阅义勇，增加边境守兵，调整内地租赋，人情骚动。曾公亮镇静对待，依次上奏罢免，专门裁减抑制多余的费用。长安豪强喜欢制造谣言，声称士兵埋怨削减费用，打算在元宵夜勾结西夏军队发动叛乱，长安人十分恐慌。有人劝曾公亮不要出游，曾公亮不为所动，张灯尽情观赏，和宾客佐僚直到傍晚才回来。曾公亮任职一年，回到京师，很快就在太傅任上退休。元丰元年（1078年），去世，终年八十岁。神宗临丧哭泣，停止上朝三天，追赠曾公亮为太师、中书令。初谥忠献，礼官刘挚批驳说：“曾公亮位居三公，没听说有举荐过一位士人，怎能称‘忠’！家中积累千金，却未曾捐献过一件物品，怎能称‘献’！”众人不能定夺，于是改谥宣靖，配享英宗庙庭。曾公亮墓位于河南省新郑市八千乡亲店村，安葬时，神宗亲自撰写碑首：“两朝顾命定策亚勋之碑”。宋理宗宝庆二年（1226年），列为昭勋阁二十四功臣之一。
曾公亮端庄忠厚深沉，办事细致周密，平时谨守礼仪，遵守规矩，但性情吝啬，积累财富达巨万。曾公亮起初因为忌惮韩琦，推荐王安石，到和他一起辅政，才察知神宗袒护王安石，曾公亮暗中替子孙谋划，大凡改变行事计划，都听从王安石，但表面上好像没有参与一样。曾公亮派遣他的儿子曾孝宽为其谋划，到神宗面前陈述与王安石没有什么差别，这样神宗更加信任王安石。王安石为了感激他帮助自己，因而引见提拔曾孝宽到枢密院来报答他。但王安石由于曾公亮并不完全依附于他，于是听任他被罢相。苏轼曾经神情严肃地责备曾公亮不能纠正当时弊病，曾公亮回答说：“皇上与王安石如同一个人，这是天意。”世人讥讽他保持禄位加固宠幸的行为。
曾公亮的父親當過刑部郎中，曾公亮自己的兒子曾孝寬又當上右丞相，到了南宋又有曾懷、曾從龍等人位極人臣，一家共出了四位宰相一位狀元，人稱“四相一魁”、“一門四相”或“曾半朝”。曾公亮的历史巨著《武经总要》是一部國防軍事的百科全書，裡面记载了世界上第一支“火药火箭”。